# Tanipone
Tanipone (лат.) — род муравьёв из подсемейства Dorylinae (ранее в составе Cerapachyinae). 10 видов. Эндемики Мадагаскара.

## Описание
Оцеллии рабочих развиты, глаза крупные. Усики 12-члениковые (у самцов 13-члениковые), скапус короткий (индекс скапуса SI=49-65). Нижнечелюстные щупики очень длинные 6-члениковые, нижнегубные щупики состоят из 4 сегментов. Петиоль крупный, широкий и высокий. Постпетиоль (абдоминальный сегмент III) почти равен следующему IV-му абдоминальному сегменту. Основная окраска от коричневой до чёрной. Наземные и субарбореальные общественные насекомые, рабочие фуражируют в лесной подстилочном слое, под камнями, в гнилой древесине (в пнях и на стволах деревьев).

## Систематика
Род был впервые выделен в 2012 году английским мирмекологом Барри Болтоном (Bolton Barry, Department of Entomology, The Natural History Museum, Лондон, Великобритания) и американским энтомологом Брайном Фишером (Fisher Brian L., Department of Entomology, California Academy of Sciences, Сан-Франциско, Калифорния, США) на основании описания 10 новых видов. Первоначально род был включён в состав подсемейства Cerapachyinae. В 2014 году было предложено (Brady et al.) включить его и все дориломорфные роды и подсемейства (Aenictinae, Aenictogitoninae, Cerapachyinae, Ecitoninae и Leptanilloidinae) в состав расширенного подсемейства Dorylinae.
- Tanipone aglandula Bolton & Fisher, 2012
- Tanipone aversa Bolton & Fisher, 2012
- Tanipone cognata Bolton & Fisher, 2012
- Tanipone hirsuta Bolton & Fisher, 2012
- Tanipone maculata Bolton & Fisher, 2012
- Tanipone pilosa Bolton & Fisher, 2012
- Tanipone scelesta Bolton & Fisher, 2012
- Tanipone subpilosa Bolton & Fisher, 2012
- Tanipone varia Bolton & Fisher, 2012
- Tanipone zona Bolton & Fisher, 2012